# Сан-Фелипе-де-Лара
Сан-Фелипе-де-Лара (исп. Castillo de San Felipe de Lara) — фортификационное сооружение в Гватемале.
Форт построен на берегу озера Исабаль в месте истока реки Рио-Дульсе для защиты от нападения индейцев и пиратов Карибского моря.
Начало строительства датируется 1644 годом по приказу губернатора Диего де Авенданьо. Ранее на этом месте располагалась башня, разрушенная в 1604 году. Форт завершён к 1651 году и назван в честь короля Филиппа и генерал-капитана аудиенсии Антонио Де Лара-и-Могровехо. В 1687-1689 гг форт был перестроен в стиле проектов французского архитектора де Вобана. К 1697 году действовали три бастиона (Нуэстра-Сеньора-де-Консепсьон, Нуэстра-Сеньора-де-Регла и крепость Сан-Фелипе).
Дополнительные укрепления были спроектированы инженером Хосе Сьеррой и добавлены в 1797 году: три артиллерийские батареи, известные как батареи Сан-Карлоса, Сан-Фелипе и Сантьяго, и две казармы. Однако, вскоре район реки Дульсе потерял экономическое значение, и в 1817 году Сан-Фелипе-де-Лара был заброшен.
В 1955 году, когда руины уже были туристической достопримечательностью, они были перестроены архитектором Франсиско Феррусом Ройгом, который тщательно изучал события в истории сооружения, вплоть до посещения Генерального архива Индий в Испании. 11 июля 1999 года землетрясение серьёзно повредило стены замка.
Сан-Фелипе-де-Лара сегодня — популярный туристический объект, с 2002 года находится в предварительном списке ЮНЕСКО.

## Галерея

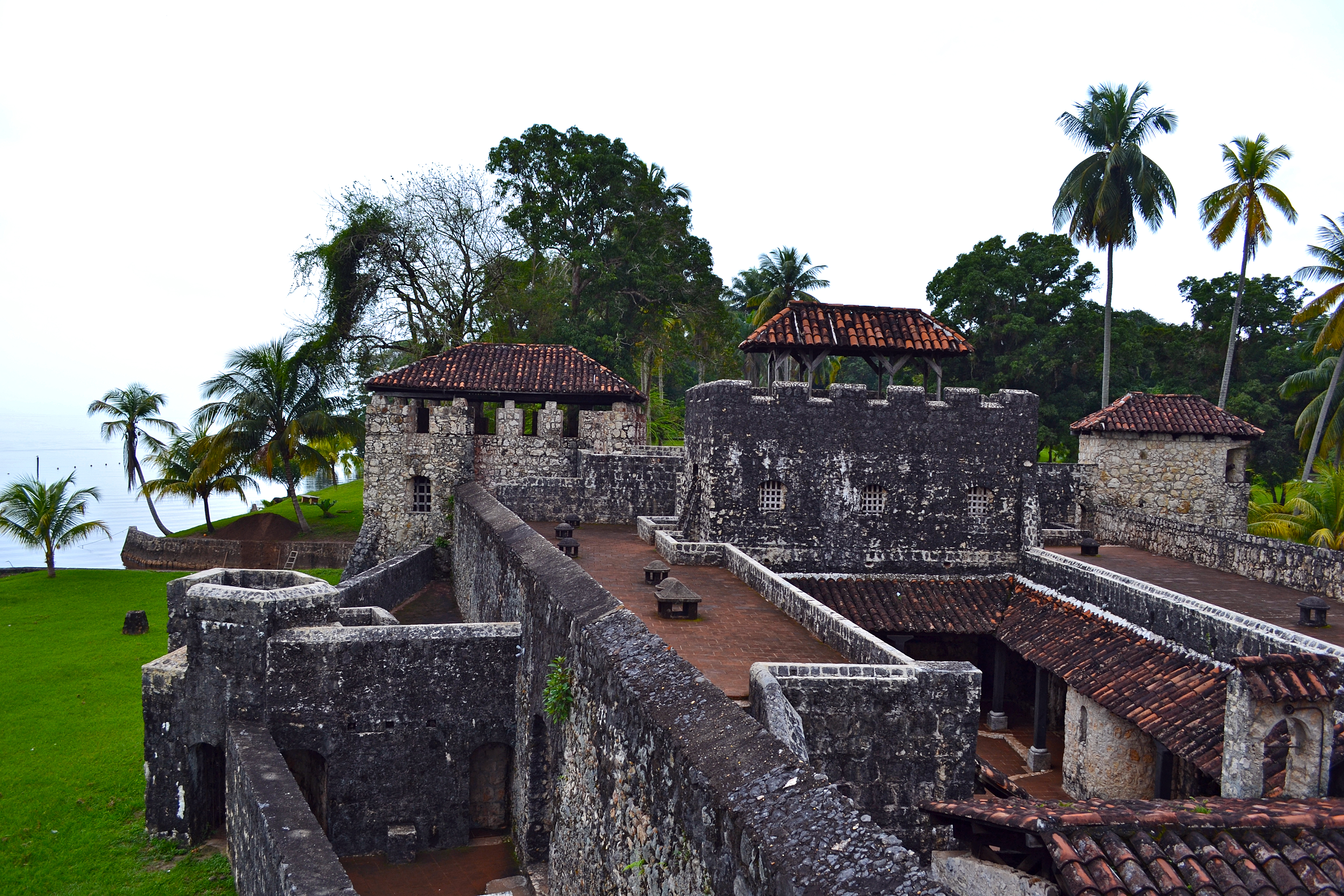
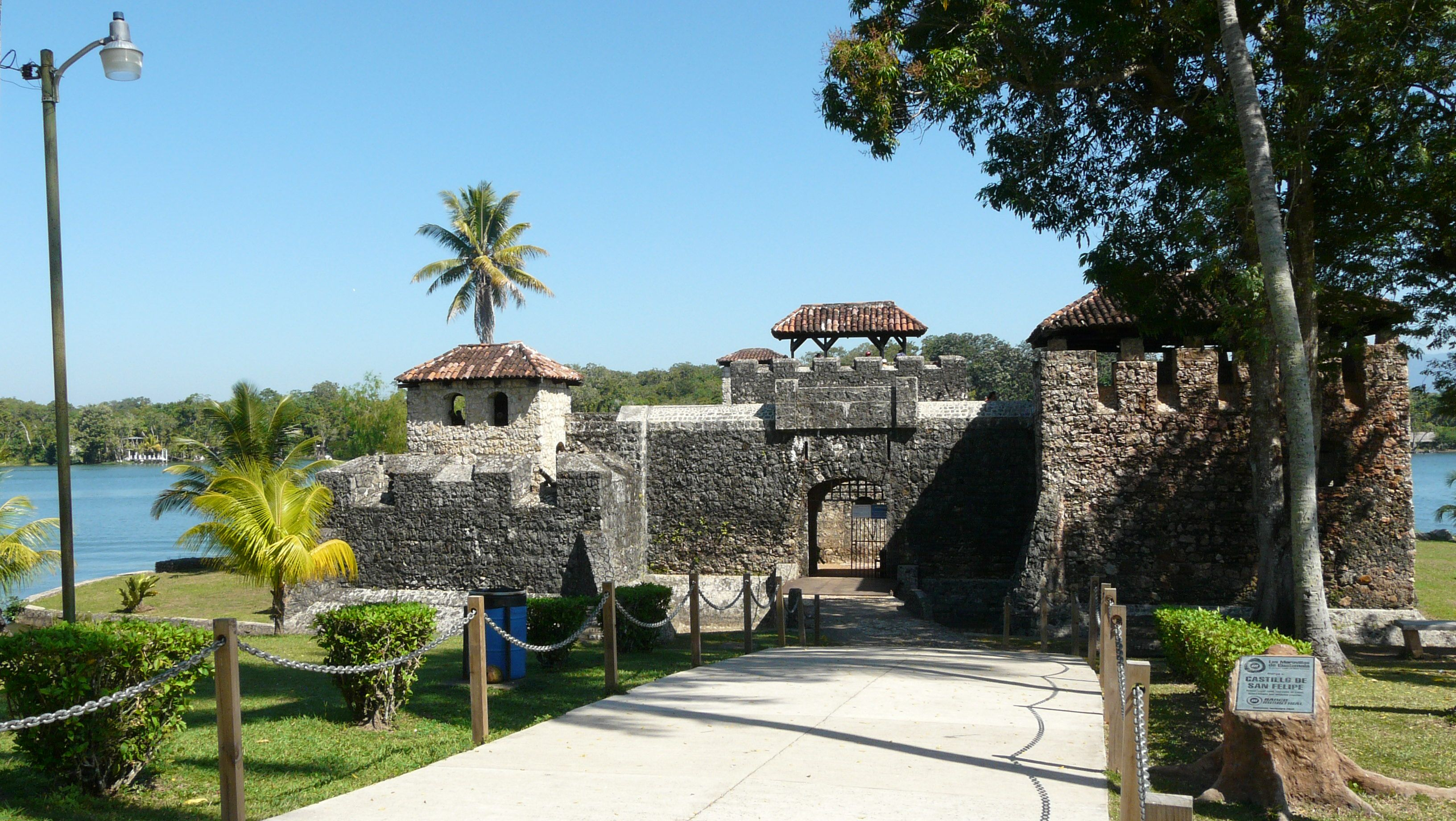
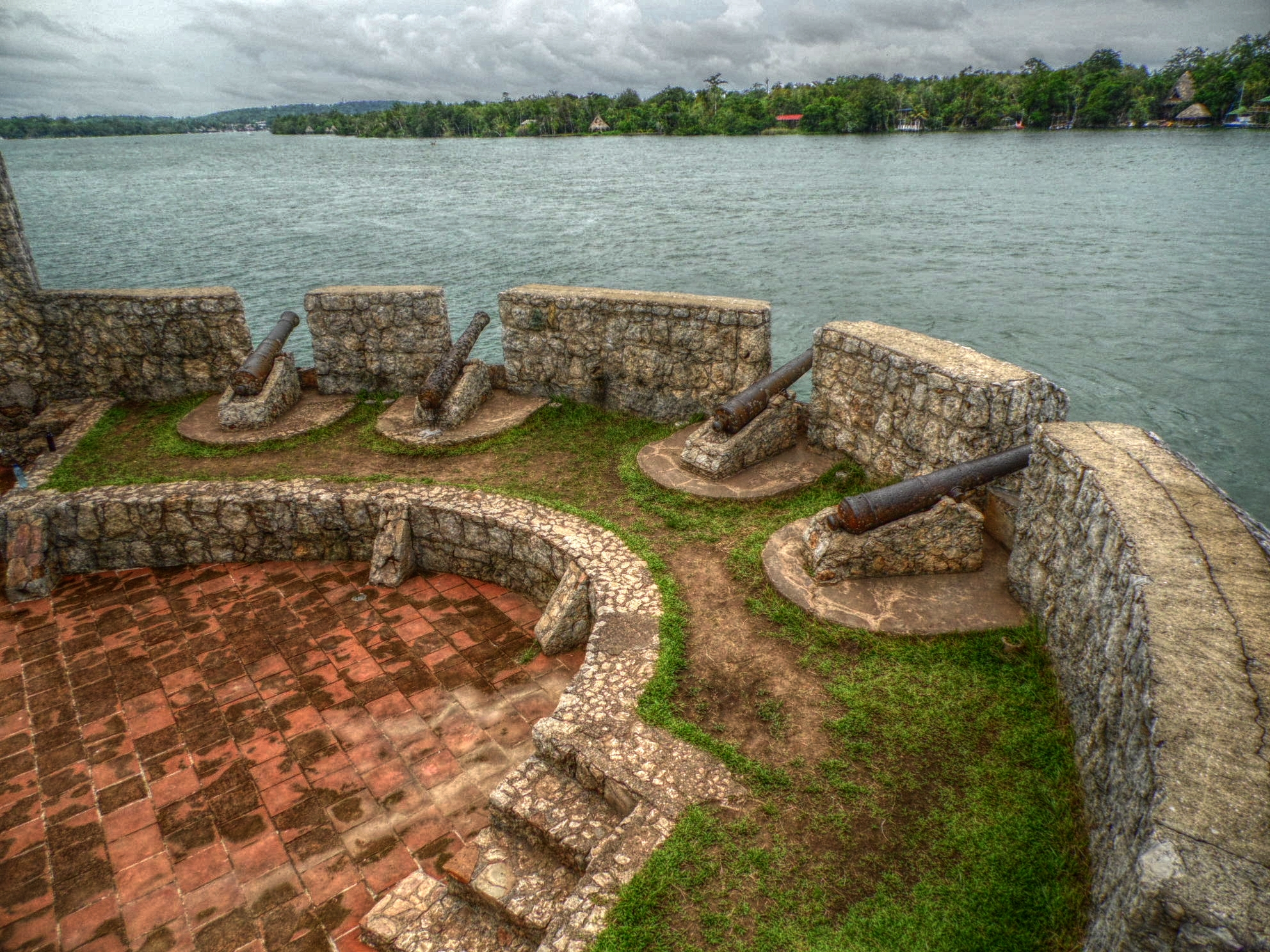
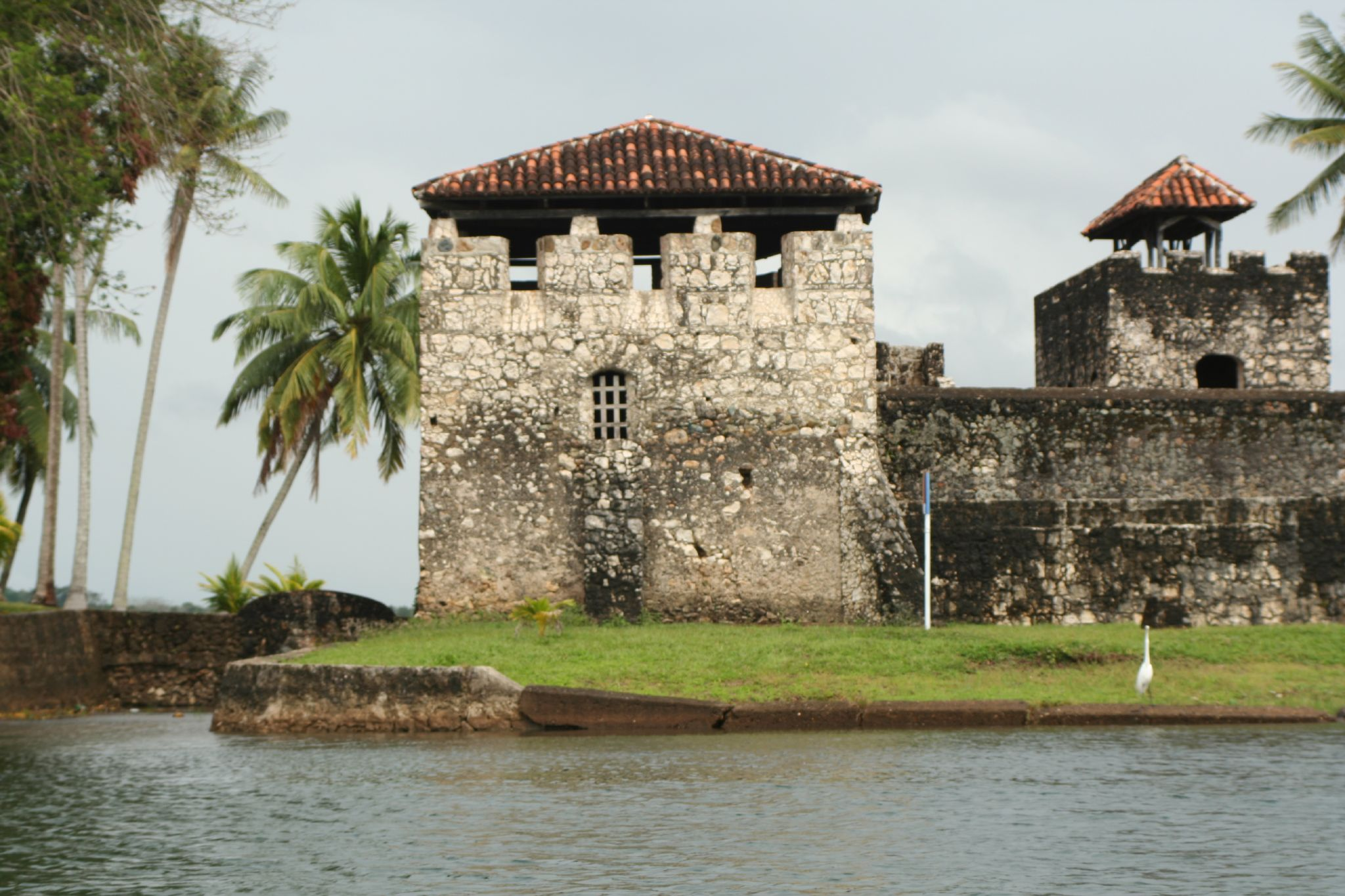